# Bazoches-au-Houlme
Bazoches-au-Houlme is een gemeente in het Franse departement Orne (regio Normandië) en telt 334 inwoners (1999). De plaats maakt deel uit van het arrondissement Argentan.

## Geografie
De oppervlakte van Bazoches-au-Houlme bedraagt 27,9 km², de bevolkingsdichtheid is 12,0 inwoners per km².

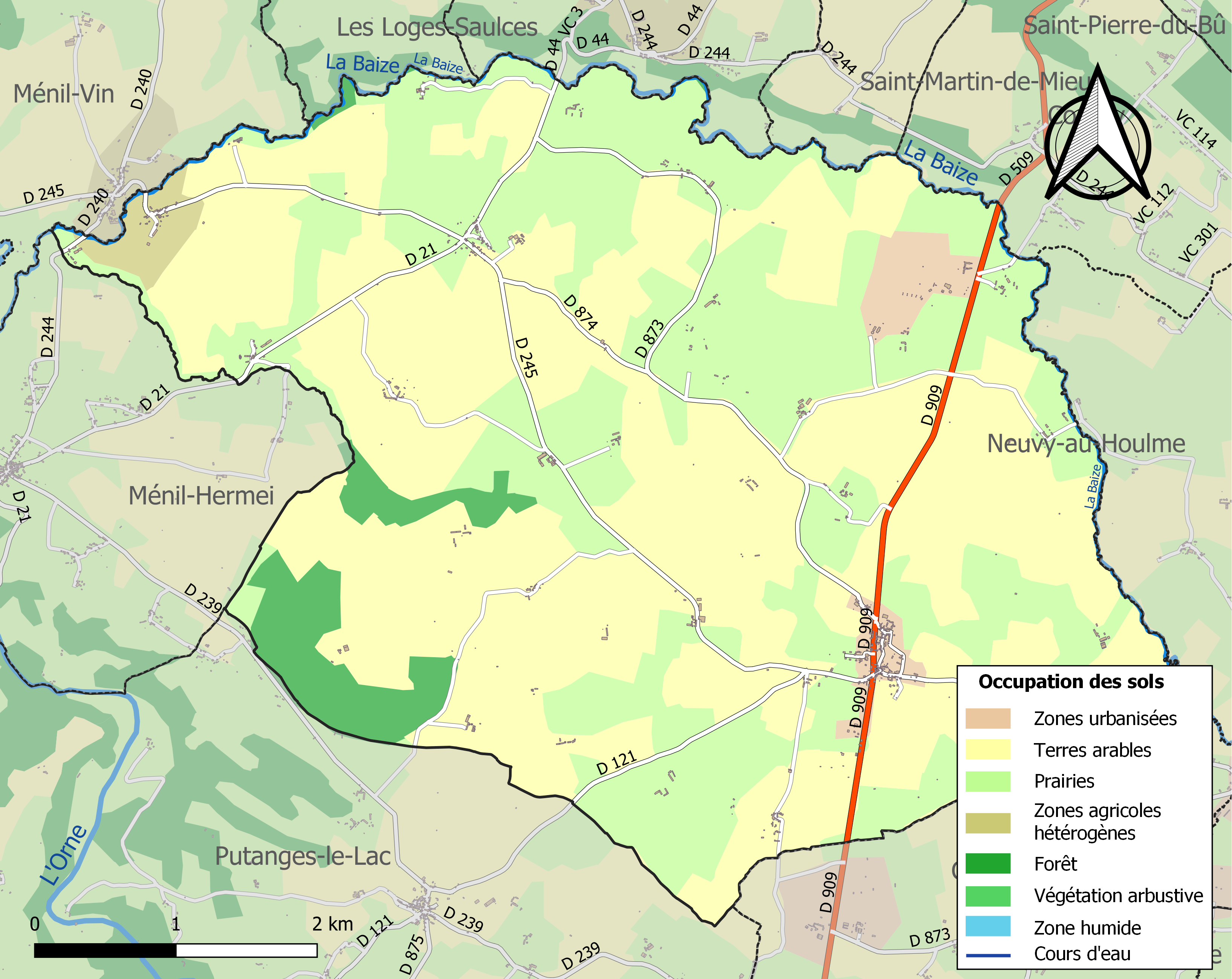
Kaart van de gemeente met de belangrijkste infrastructuur, bodemgebruik en omliggende gemeenten

## Demografie
Onderstaande figuur toont het verloop van het inwonertal (bron: INSEE-tellingen).